# Hoplocnemis hessei
Hoplocnemis hessei är en skalbaggsart som beskrevs av Schein 1959. Hoplocnemis hessei ingår i släktet Hoplocnemis och familjen Melolonthidae. Inga underarter finns listade i Catalogue of Life.